# Kälberauer Mühle

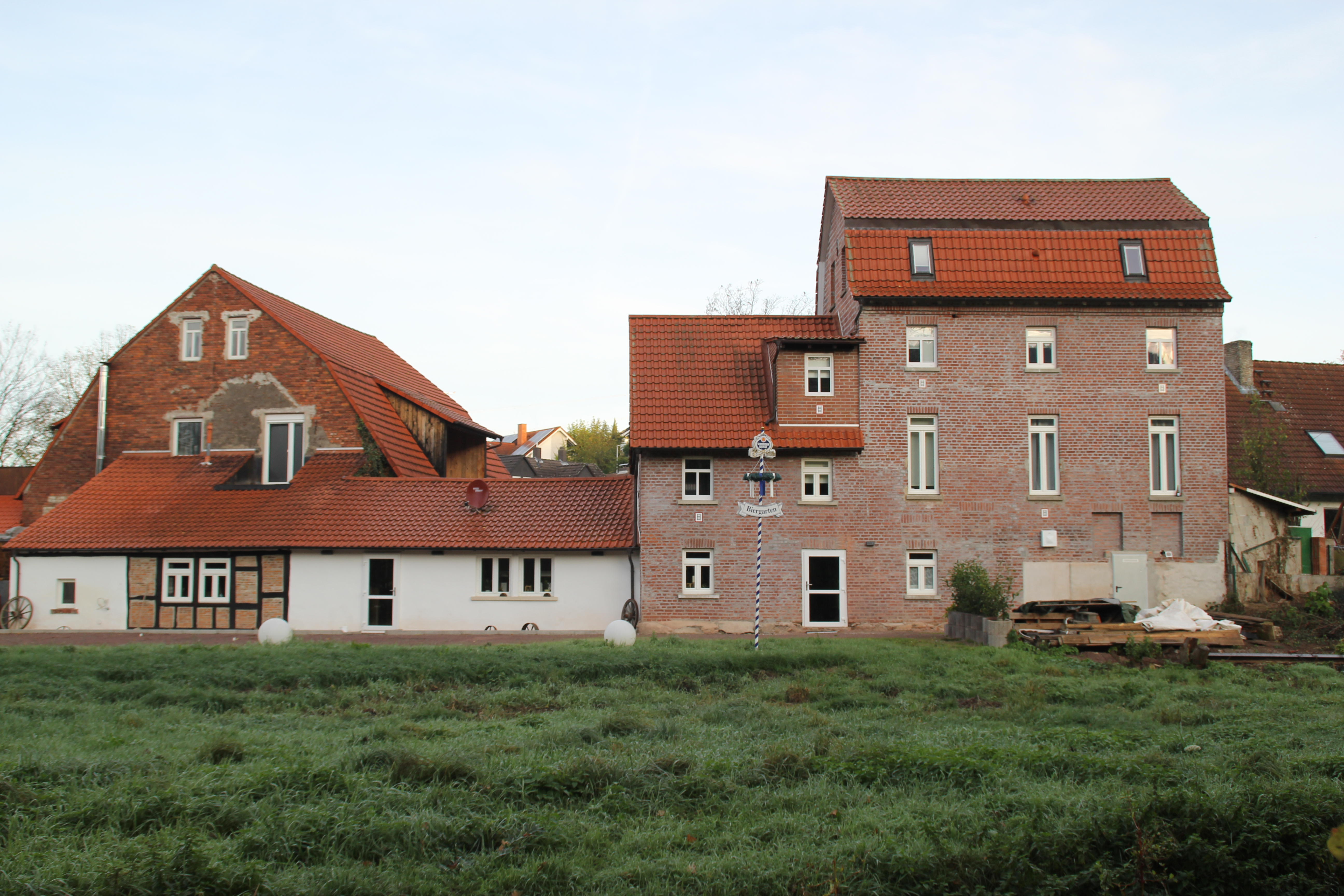
Gebäude der Sotermühle 2019

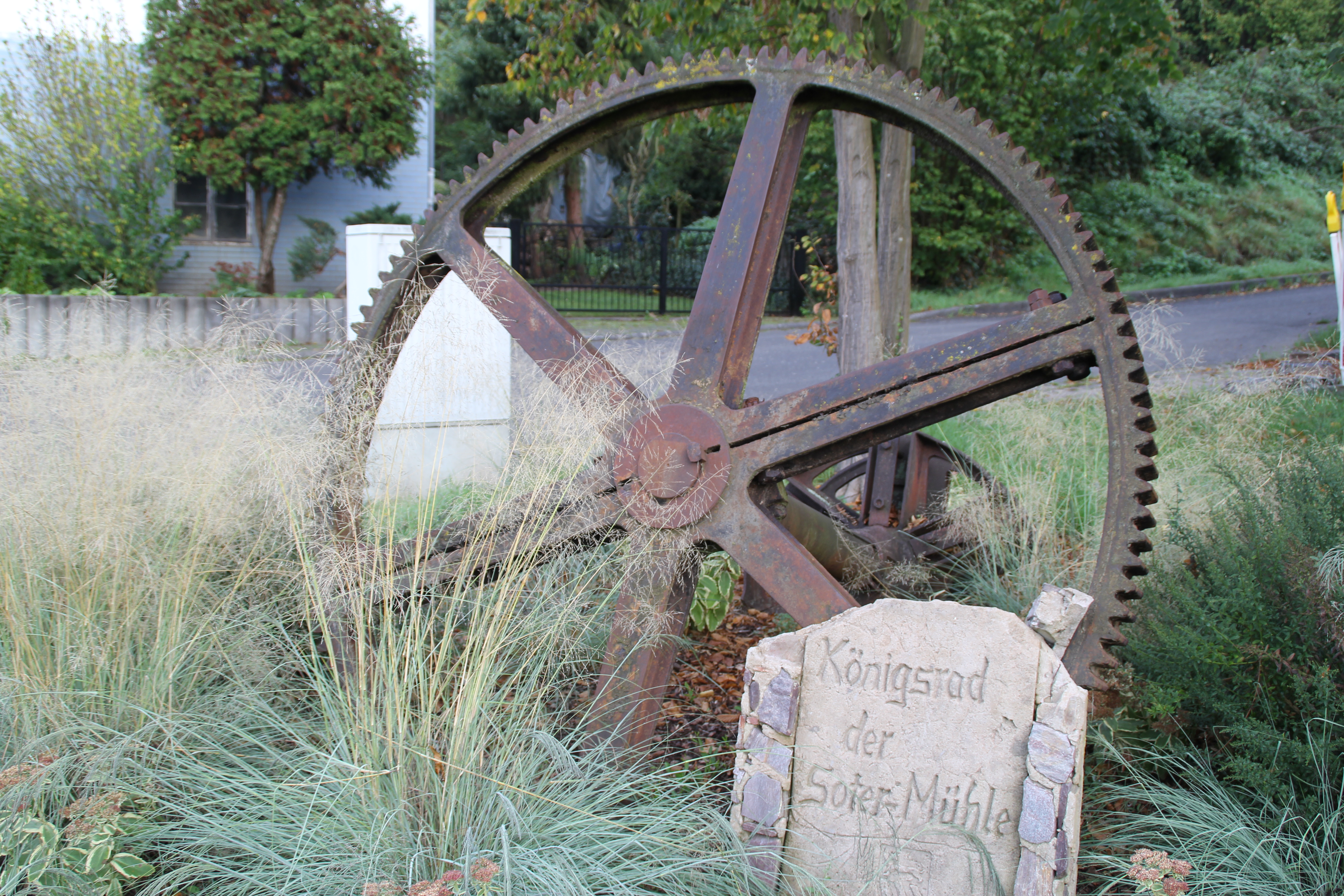
Das Königsrad der Sotermühle in der Nähe

Die Kälberauer Mühle, auch Kahltalmühle genannt, war eine Doppelwassermühle bei Alzenau im Landkreis Aschaffenburg in Bayern.

## Geographie
Die Kälberauer Mühle befand sich im unteren Kahlgrund in Kälberau auf der rechten Seite der Kahl. Das Dorf lag am Ufer gegenüber. Sie bestand aus den beiden Getreidemühlen Sotermühle und Ullrichmühle. Unterhalb der Kahlbrücke befand sich ein Streichwehr, das den Mühlbach zum Gebäude der Kälberauer Mühle leitete. Kahl und Mühlbach bildeten eine kleine Flussinsel, die von der Dorfjugend als Freizeitgebiet genutzt wurde. Die Felder hinter der Mühle nannte man „Mühlgärten“. An den Gebäuden der Kälberauer Mühle führt heute der Kahltal-Spessart-Radweg vorbei.

## Geschichte

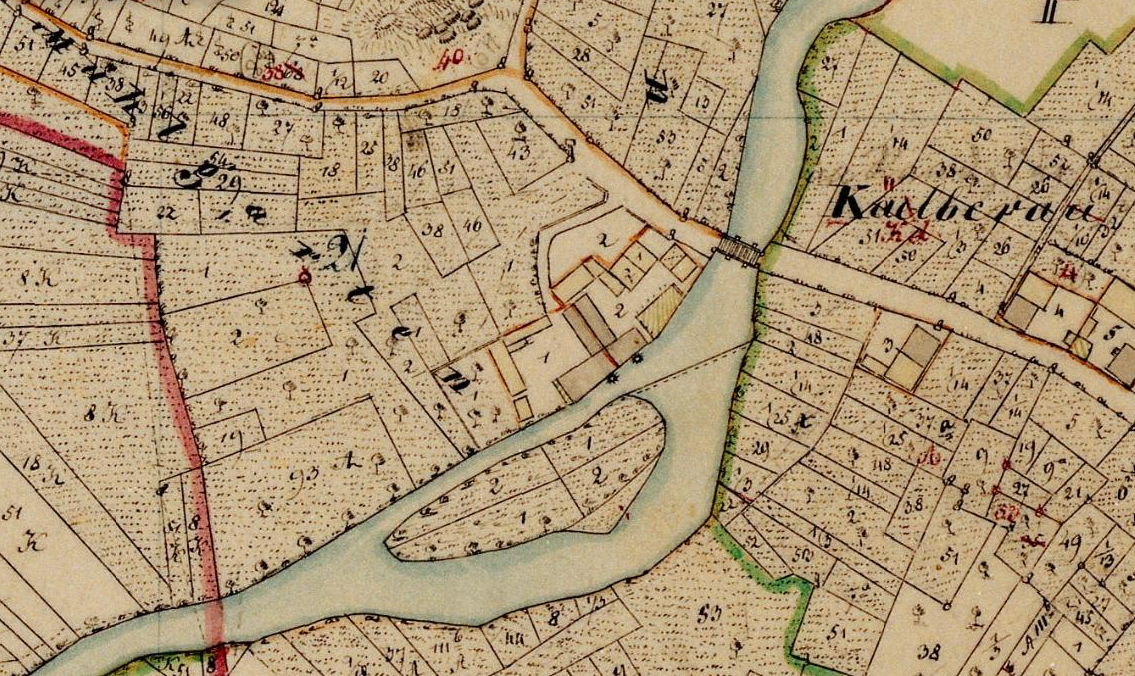
Die Kälberauer Mühle (Bildmitte) in der Uraufnahme von 1846

Die beiden unterschlächtigen Wasserräder der Soter- und Ullrichsmühle wurden im 18. Jahrhundert zum Betreiben der Mehlmühlen errichtet. 1905 kaufte Richard Teichmann die Ullrichsmühle und baute das Gebäude zu einer Lederfabrik um. Das Wasserrad bezog man in die Walkerei mit ein. Es wurde eine Wasserleitung vom Speichenbach am Hahnenkamm zur Fabrik gebaut und mehrere Anwesen in Kälberau mit angeschlossen. 1933 fiel die Lederfabrik Teichmann den Flammen zum Opfer, sodass die Produktion nach Mühlheim verlegt werden musste. Ein Übergreifen des Brandes auf die benachbarte Sotermühle konnte von der Feuerwehr verhindert werden. Das Grundstück in Kälberau wurde aufgekauft und eine Lederfabrik unter neuem Namen errichtet. 1953 zog diese nach Alzenau um. In den 1970er Jahren wurden die alten Gebäude der Fabrik abgebrochen.
Die Sotermühle bestand während der Zeit der Lederfabrik weiter und wurde neben dem Mahlbetrieb auch zur Stromerzeugung genutzt. Nach ihrer Stilllegung demontierte man bei der Kahlregulierung die Wasserräder. Wehr und Mühlbach wurden beseitigt und die Insel wieder ans Festland angeschlossen. Das Königsrad stellte man in der Nähe auf. Heute befindet sich auf dem Anwesen der ehemaligen Sotermühle ein Landhotel mit einem Adventure-Golf-Platz.